# Connor Barwin
 (décembre 2019).
(en) Statistiques sur pro-football-reference
Connor Alfred Barwin, né le 15 octobre 1986 à Hazel Park, Michigan, est un Américain, joueur professionnel de football américain entre 2009 et 2018.
Il a joué au poste de linebacker en National Football League (NFL) pour les franchises des Texans de Houston, des Eagles de Philadelphie, des Rams de Los Angeles et des Giants de New York.